# Suchata Chuangsri
Suchata Chuangsri, też Opal Suchata (ur. 20 września 2003 w prowincji Phuket) – tajska działaczka społeczna, Miss World 2025.

## Życiorys
Suchata Chuangsri urodziła się na wyspie Phuket, w rodzinie hotelarzy. Uczyła się w Triam Udom Suksa School, potem studiowała politologię na Uniwersytecie Thammasat w Bangkoku.
Chuangsri pierwszy raz wzięła udział w konkursie Miss Universe Thailand w 2022 roku, zajmując ostatecznie trzecie miejsce. Dostała się ponownie do finału w 2024, tym razem zostając Miss Universe Thailand 2024. 
Opal reprezentowała Tajlandię na finale Miss Universe w Meksyku, 17 listopada 2024, zdobywając czwarte miejsce. 22 kwietnia 2025 została jednak koronowana Miss World Thailand, przez co odebrano jej tytuł III wicemiss Universe.
Na gali finałowej, która odbyła się 31 maja 2025 w HITEX Exhibition Centre, w Hajderabadzie, Suchata Chuangsri została koronowana Miss World 2025 przez Krystynę Pyszkovą.